# Lepidapedon cascadensis
Lepidapedon cascadensis är en plattmaskart. Lepidapedon cascadensis ingår i släktet Lepidapedon och familjen Lepocreadiidae. Inga underarter finns listade i Catalogue of Life.